# Ṛ
Das Ṛ (kleingeschrieben ṛ) ist ein Buchstabe des lateinischen Schriftsystems. Er besteht aus einem R mit einem Unterpunktakzent.
Der Buchstabe wird zwar in keiner Sprache verwendet, ist aber Teil des IAST. Im Sanskrit können nämlich neben den „normalen“ Vokalen auch das R und das L die Funktion eines Vokals übernehmen. Das Ṛ steht in diesem Falle für ein solches silbisches R, welches in den indischen Schriften als Anfangsbuchstabe ऋ/ঋ/ઋ/ଋ/ఋ/ಋ/ഋ/ඍ und innerhalb eines Wortes mit dem Vokalzeichen ृ/ৃ/ૃ/ୃ/ృ/ೃ/ൃ/ geschrieben wird. Das Ṛ ist, verglichen mit dem Ḷ und den jeweiligen langen Versionen, recht häufig im Sanskrit anzutreffen und konnte sich auch in vielen heutigen indischen Sprachen durchsetzen.
Wie bei anderen Vokalen gibt es eine lange Version des Ṛ, das Ṝ
Abweichend davon stellt das Ṛ in ISO 15919 den stimmhaften retroflexen Flap dar, der in den indischen Schriften mit dem Buchstaben ड़/ড়/ੜ/ଡ଼ geschrieben wird.

## Darstellung auf dem Computer
Unicode enthält das Ṛ an den Codepunkten U+1E5A (Großbuchstabe) und U+1E5B (Kleinbuchstabe).
In TeX kann man mit den Befehlen \d R bzw. \d r das Ṛ bilden.